# Dysplazja zębiny

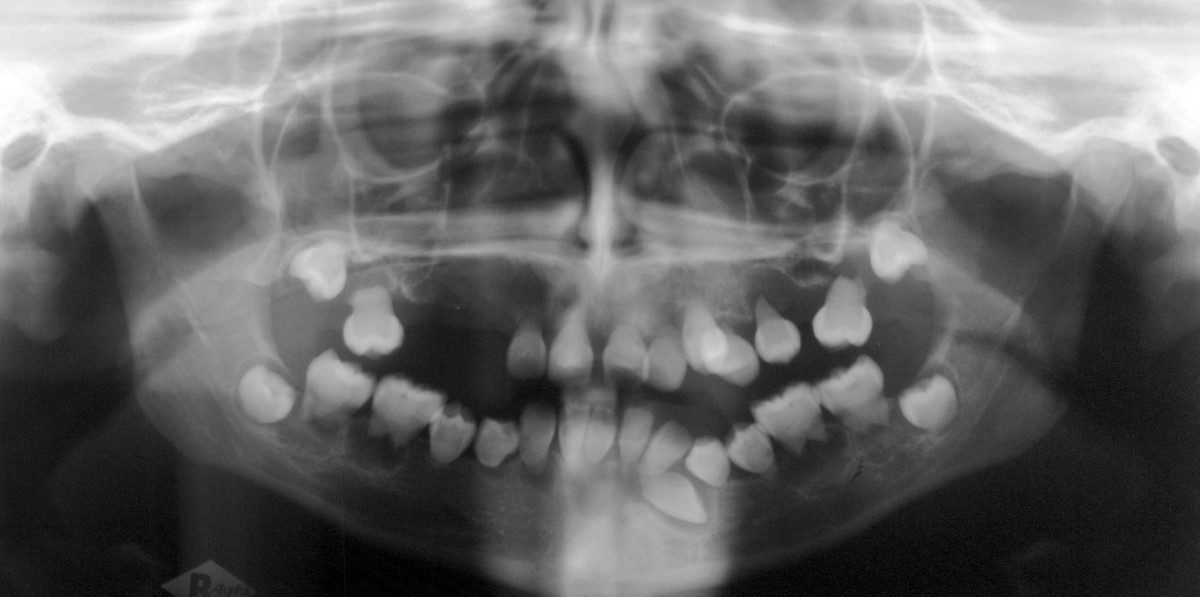
Pantomogram 17-letniej pacjentki z dysplazją zębiny typu I

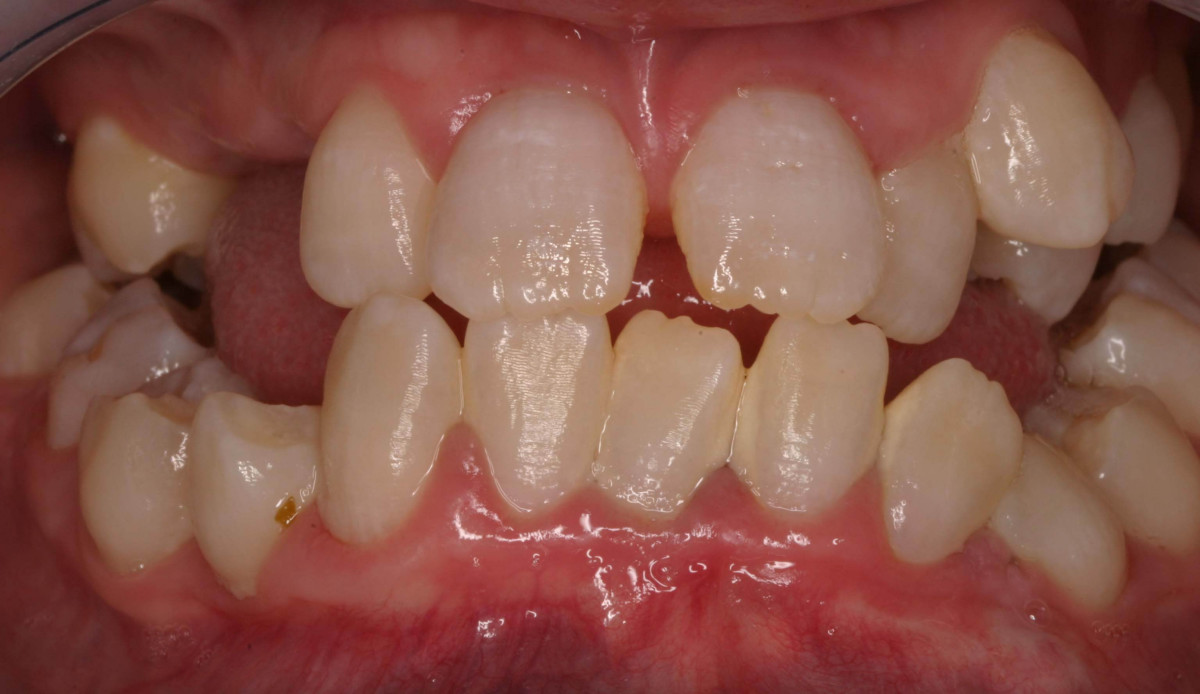
Wygląd zębów u tej samej pacjentki.

Dysplazja zębiny (ang. dentin dysplasia) – zaburzenie rozwoju zębiny. Wyróżnia się dwa typy schorzenia: typ I i typ II. Dysplazja zębiny typu I polega na szczątkowym wykształceniu korzeni zębów. Na obraz kliniczny choroby składa się wczesna utrata uzębienia stałego i towarzyszący niedorozwój szczęk. Na radiogramie można stwierdzić skrócenie korzeni zębów i nieprawidłową morfologię tych części zębów, z obecnością punktowej zwiększonej przejrzystości lub torbieli. Kanały korzeni zwykle są nieobecne, komora miazgi jest częściowo lub całkowicie zamknięta. Kolor i morfologia uzębienia mlecznego i stałego są zazwyczaj prawidłowe, chociaż niekiedy zęby mogą być matowe, niebieskawe lub brązowawe. W typie II zęby mleczne są brązowawe lub niebieskawe, komora miazgi jest nieobecna; zęby stałe mają prawidłową morfologię (kształt i wielkość) i barwę lub są delikatnie przebarwione, w komorze miazgi mogą być obecne kamienie (ang. pulp stones). Leczenie polega na zastosowaniu implantów.